# Festival international du film fantastique de Gérardmer 2018
La 25e édition du festival international du film fantastique de Gérardmer se déroule du 31 janvier 2018 au 4 février 2018. Le président du jury est Mathieu Kassovitz.

## Déroulement et faits marquants
Le 4 février 2018, le palmarès est dévoilé : le Grand prix est décerné au film Ghostland de Pascal Laugier qui remporte aussi le Prix du jury jeunes et le Prix du jury Syfy. Le Prix du jury est remis aux films Les Affamés et Les Bonnes manières,.

## Jurys

### Longs métrages
- Mathieu Kassovitz, Président du Jury
- Aïssa Maïga
- Suzanne Clément
- Judith Chemla
- Finnegan Oldfield
- David Belle
- Olivier Mégaton
- Nicolas Boukhrief
- Pascale Arbillot

### Courts métrages
- Hélène Cattet, Présidents du Jury courts métrages
- Grégory Fitoussi
- Julia Roy
- Deborah Elina
- Alexandre O. Philippe

## Films en compétition

### Longs métrages en compétition
- Chasseuse de géants (I Kill Giants), Anders Walter ( États-Unis,  Belgique,  Irlande)
- Housewife, Can Evrenol ( Turquie,  France)
- Le Secret des Marrowbone (Marrowbone), Sergio G. Sanchez ( Espagne)
- Les Affamés, Robin Aubert ( Canada)
- Les Bonnes manières (As Boas Maneiras), Juliana Rojas et Marco Dutra ( Brésil,  France)
- Ghostland, Pascal Laugier ( France,  Canada)
- Mutafukaz, Shōjirō Nishimi et Guillaume Renard ( France,  Japon)
- Revenge, Coralie Fargeat ( France)
- The Lodgers, Brian O'Malley ( Irlande)
- Tragedy Girls, Tyler MacIntyre ( États-Unis)

### Courts métrages en compétition
- Animal, Jules Janaud & Fabrice Le Nezet
- Belle à croquer, Axel Courtière
- Et le diable rit avec moi, Rémy Barbe
- La Station, Patrick Ridremont
- Livraison, Steeve Calvo

## Films hors compétition
- 4 histoires fantastiques, Just Philippot, Mael Le Mée, William Laboury & Steeve Calvo ( France)
- 78/52, Alexandre O. Philippe ( États-Unis,  France)
- Avant que nous disparaissions (散歩する侵略者, Sanpo suru shinryakusha?), Kiyoshi Kurosawa ( Japon)
- Cold Skin, Xavier Gens ( Espagne,  France)
- Downrange, Ryuhei Kitamura ( États-Unis,  Japon)
- El Habitante, Guillermo Amoedo ( Mexique)
- Errementari (Errementari : El Herrero y el Diablo), Paul Urkijo Alijo ( Espagne,  France)
- Escape Room, Will Wernick ( États-Unis)
- Game of Death, Sébastien Landry & Laurence Morais ( Canada,  France,  États-Unis)
- Heirs of the Beast (Herederos de la Bestia), Diego Lopez & David Pizarro ( Espagne)
- Le Labyrinthe : Le Remède mortel (Maze Runner: The Death Cure), Wes Ball ( États-Unis)
- La nuit a dévoré le monde, Dominique Rocher ( France)
- La Princesse des glaces (Snezhnaya koroleva 3. Ogon i led), Alexei Tsitsilin ( Russie)
- Prédateur (Prooi), Dick Maas ( Pays-Bas)
- Titan (The Titan), Lennart Ruff ( Royaume-Uni,  États-Unis,  Espagne)
- Winchester,  Michael et Peter Spierig ( Australie,  États-Unis)

### La nuit décalée
- Beyond Skyline, Liam O'Donnell ( Royaume-Uni,  Chine,  Canada,  Indonésie,  Singapour,  États-Unis)
- Mayhem, Joe Lynch ( États-Unis)

### La nuit Hellraiser
- Hellraiser : Le Pacte (Hellraiser), Clive Barker ( Royaume-Uni)
- Hellraiser 2 : Les Écorchés (Hellbound : Hellraiser 2), Tony Randel ( Royaume-Uni,  États-Unis)
- Hellraiser 3 (Hellraiser 3 - Hell on earth), Anthony Hickox ( États-Unis)

### Hommage àÁlex de la Iglesia
- Action mutante (Acción mutante), Álex de la Iglesia ( Espagne,  France)
- Le Crime farpait (Crimen ferpecto), Álex de la Iglesia (Espagne)
- Le Jour de la bête (El día de la bestia), Álex de la Iglesia (Espagne)
- Les Sorcières de Zugarramurdi (Las Brujas de Zugarramurdi), Álex de la Iglesia (Espagne, France)
- Mes chers voisins (La comunidad), Álex de la Iglesia (Espagne)
- Pris au piège (El bar), Álex de la Iglesia (Espagne,  Argentine)

## Palmarès
| Prix                        | Attribué à                | Réalisateur                         | Pays           |
| --------------------------- | ------------------------- | ----------------------------------- | -------------- |
| Grand prix                  | Ghostland                 | Pascal Laugier                      | France, Canada |
| Prix du jury ex æquo        | Les Bonnes Manières       | Juliana Rojas et Marco Dutra        | Brésil         |
| Prix du jury ex æquo        | Les Affamés               | Robin Aubert                        | Canada         |
| Prix de la critique         | Les Bonnes Manières       | Juliana Rojas et Marco Dutra        | Brésil         |
| Prix du jury jeunes         | Mutafukaz                 | Shôjirô Nishimi et Guillaume Renard | France, Japon  |
| Prix du public              | Ghostland                 | Pascal Laugier                      | France, Canada |
| Prix du jury Syfy           | Ghostland                 | Pascal Laugier                      | France, Canada |
| Meilleure musique originale | Mutafukaz                 | Shôjirô Nishimi et Guillaume Renard | France, Japon  |
| Grand prix du court métrage | Et le diable rit avec moi | Rémy Barbe                          | France         |